# Common
Common, artiestennaam van Lonnie Rashid Lynn, Jr., (Chicago, 13 maart 1972) is een Amerikaanse hiphopartiest en acteur. Commons eerste album kwam uit in 1992. Dat album heette Can I Borrow A Dollar?. Zijn eerste grote album voor een platenmaatschappij, Like Water for Chocolate, kreeg wereldwijd succes. Het album Be kwam uit in 2005 en werd in 2006 genomineerd voor de Grammy Award voor beste rap-album. Zijn album Thisisme kwam uit op 27 november 2007.
Common is ook een filmcarrière gestart, beginnend met een rol in de actiethriller Smokin' Aces, gevolgd door een rol in American Gangster.

## Biografie

### Vroege leven
Common is geboren en opgegroeid in Chicago. Hij was de zoon van lerares Ann Hines en voormalig ABA basketbalspeler Lonnie Lynn. Commons ouders gingen uit elkaar toen Common 6 jaar was. Zijn vader verhuisde naar Denver in Colorado. Common werd toen alleen nog opgevoed door zijn moeder.

### Vroege carrière
Common stopte met zijn opleiding op de Florida A&M University en kwam in het artikel Unsigned Hype in het blad The Source nadat een vriend een videoband had opgestuurd waarop Common te zien was terwijl hij aan het rappen was. Onder de artiestennaam Common Sense, debuteerde hij in 1992 met de single "Take It EZ", gevolgd door het album Can I Borrow A Dollar?.
Toen in 1994 het album Resurrection uitkwam, werd Common een stuk bekender. Het album werd relatief goed verkocht en kreeg positieve reacties onder alternatieve en ondergrondse hiphop fans in die tijd.

## Discografie

### Albums

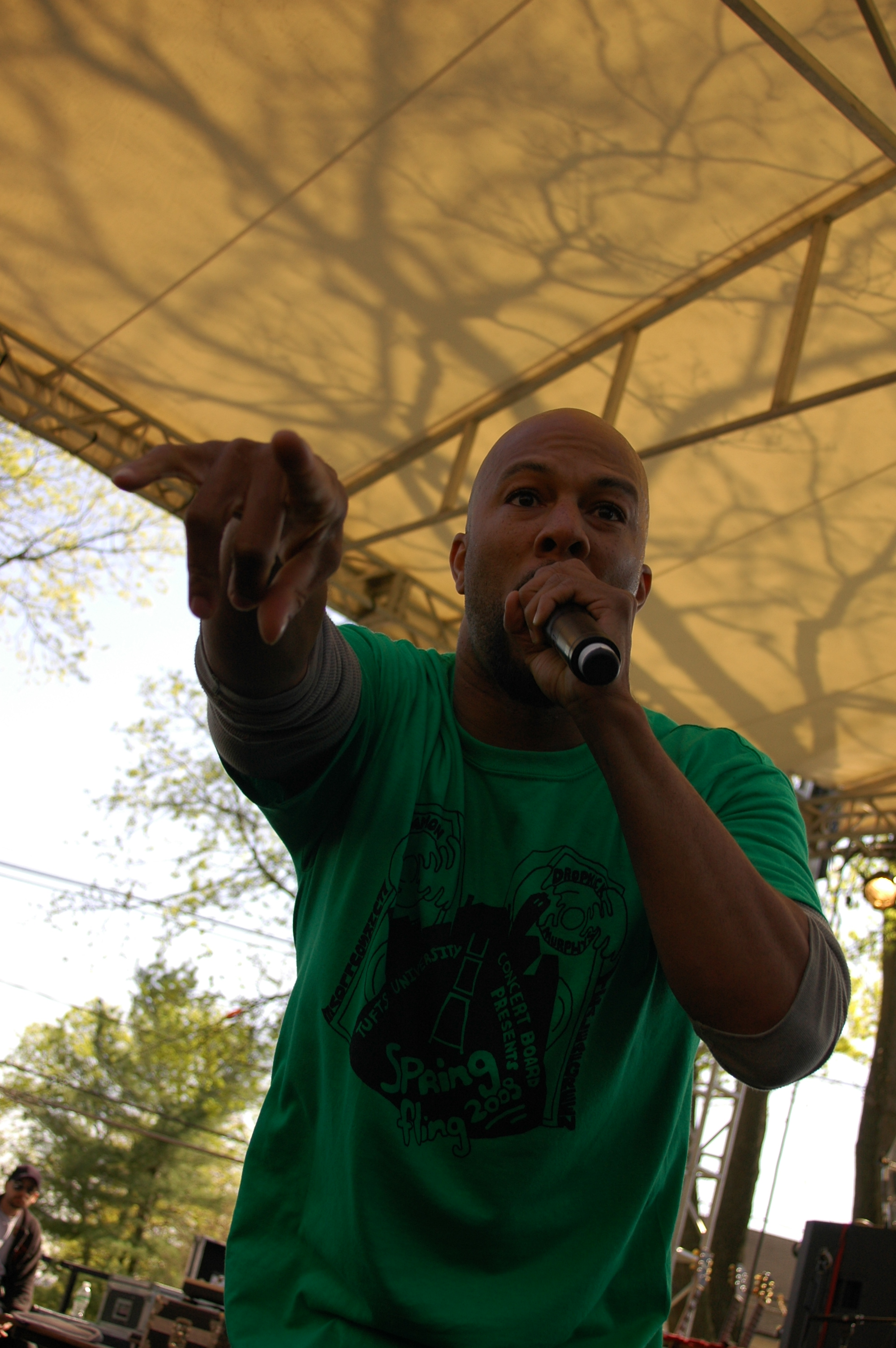
Common live in 2008

| Album met eventuele hitnotering(en) in de Nederlandse Album Top 100 | Datum van verschijnen | Datum van binnenkomst | Hoogste positie | Aantal weken | Opmerkingen   |
| ------------------------------------------------------------------- | --------------------- | --------------------- | --------------- | ------------ | ------------- |
| Can I Borrow a Dollar?                                              | 1992                  | -                     |                 |              |               |
| Resurrection                                                        | 1994                  | -                     |                 |              |               |
| One day it'll all make sense                                        | 1997                  | -                     |                 |              |               |
| Like water for chocolate                                            | 2000                  | -                     |                 |              |               |
| Electric circus                                                     | 2002                  | -                     |                 |              |               |
| Be                                                                  | 20-05-2005            | 18-06-2005            | 73              | 4            |               |
| Finding forever                                                     | 27-07-2007            | 04-08-2007            | 58              | 3            |               |
| Thisisme then: The best of Common                                   | 2007                  | -                     |                 |              | Verzamelalbum |
| Universal mind control                                              | 2008                  | -                     |                 |              |               |
| The Dreamer/The Believer                                            | 2011                  | -                     |                 |              |               |
| Nobody's Smiling                                                    | 2014                  | -                     |                 |              |               |

| Single met eventuele hitnotering(en) in de Nederlandse Top 40 | Datum van verschijnen | Datum van binnenkomst | Hoogste positie | Aantal weken | Opmerkingen                                                            |
| ------------------------------------------------------------- | --------------------- | --------------------- | --------------- | ------------ | ---------------------------------------------------------------------- |
| The light / The 6th sense                                     | 2000                  | 19-08-2000            | tip9            | -            | #83 in de Single Top 100                                               |
| Dance for me                                                  | 2002                  | 02-02-2002            | 29              | 4            | met Mary J. Blige / #55 in de Single Top 100                           |
| Tell me what we're gonna do now                               | 11-06-2007            | 07-07-2007            | 23              | 9            | met Joss Stone / #36 in de Single Top 100                              |
| Wake up everybody                                             | 02-08-2010            | 04-09-2010            | 16              | 10           | met John Legend, The Roots en Melanie Fiona / #21 in de Single Top 100 |
| Favorite song                                                 | 08-05-2012            |                       |                 |              | met Colbie Caillat                                                     |
| Glory                                                         | 2015                  | 28-02-2015            | tip9            | -            | met John Legend                                                        |

| Single met hitnotering(en) in de Vlaamse Ultratop 50 | Datum van verschijnen | Datum van binnenkomst | Hoogste positie | Aantal weken | Opmerkingen               |
| ---------------------------------------------------- | --------------------- | --------------------- | --------------- | ------------ | ------------------------- |
| Dance for me                                         | 2002                  | 02-03-2002            | 48              | 1            | met Mary J. Blige         |
| Make her say                                         | 2009                  | 18-07-2009            | tip18           | -            | met Kid Cudi & Kanye West |
| Tell me what we're gonna do now                      | 2007                  | 12-05-2007            | tip14           | -            | met Joss Stone            |

## Filmografie
| Jaar | Film                                        | Rol                          |
| ---- | ------------------------------------------- | ---------------------------- |
| 2002 | Brown Sugar                                 | Hijzelf                      |
| 2006 | Dave Chappelle's Block Party                | Hijzelf                      |
| 2007 | Smokin' Aces                                | Sir Ivy                      |
| 2007 | American Gangster                           | Turner Lucas                 |
| 2008 | The Fast and the Furious: California Sprint | Damon Camble                 |
| 2008 | Street Kings                                | Coates                       |
| 2008 | Wanted                                      | De Wapensmit                 |
| 2009 | Justice League (film)                       | John Stewart/Groene lantaarn |
| 2009 | Terminator Salvation                        | Barnes                       |
| 2010 | Date Night                                  | Detective Collins            |
| 2010 | Just Wright                                 | Scott McKnight               |
| 2011 | Hell On Wheels (Serie)                      | Elam                         |
| 2011 | Happy Feet Two                              | Seymour                      |
| 2012 | LUV                                         | Uncle Vincent                |
| 2012 | The Odd Life of Timothy Green               | Coach Cal                    |
| 2013 | Movie 43                                    | Bob Mone                     |
| 2013 | Now You See Me                              | Agent Evans                  |
| 2013 | Pawn                                        | Officer Jeff Porter          |
| 2014 | X/Y                                         | Jason                        |
| 2014 | Selma                                       | James Bevel                  |
| 2015 | Run All Night                               | Mr. Price                    |
| 2016 | Suicide Squad                               | Monster T                    |
| 2016 | Barbershop: The Next Cut                    | Rashad                       |
| 2017 | John Wick: Chapter 2                        | Cassian                      |
| 2018 | The Tale                                    | Martin                       |
| 2018 | Smallfoot                                   | Stonekeeper                  |
| 2019 | The Kitchen                                 | Gary Silvers                 |
| 2020 | Ava                                         | Michael                      |
| 2022 | Alice                                       | Frank                        |
| 2023 | Fool's Paradise                             | The Dagger                   |
| 2024 | Breathe                                     | Darius                       |

## Trivia
- Sinds 2015 is hij ook hoofdpresentator van het programma 'FrameWork'. In dit programma strijden de beste meubelmakers om 100.000 euro te winnen. Het programma is gebaseerd op 'Ink Master'.

- Biblioteca Nacional de España: XX5094194
- Bibliothèque nationale de France: cb14007675z (data)
- Gemeinsame Normdatei: 13507584X
- International Standard Name Identifier: 0000 0001 2018 2049
- Library of Congress Control Number: no98129650
- MusicBrainz: c0a1179b-b14a-4d68-a3c1-1fdab16ed602
- Nationale Bibliotheek van Tsjechië: osa2014842553
- Nationale Bibliotheek van Israël: 987007345010705171
- Nationale Bibliotheek van Polen: a0000001880463
- SNAC: w6c25rs7
- Système universitaire de documentation: 16229106X
- Virtual International Authority File: 66097422
- WorldCat: E39PBJvt8FYxkfRYvDp6mJ6Yfq